# Aculops lycopersici
Espèce
Synonymes
- Aculops lycopersici (Massee, 1937)[2]
- Phyllocoptes destructor Keifer, 1940[2]
- Phyllocoptes lycopersici Massee, 1937 (protonyme)[2]

Aculops lycopersici est une espèce d'acariens de la famille des Eriophyidae. Cet acarien est un ravageur des cultures, qui produit des galles sur les feuilles de la famille des Solanaceae cultivées (tomate, pomme de terre, aubergine, poivron, tabac, datura, pétunia, etc.) ou sauvages (morelle noire, etc.).

## Description
Pour un article plus général, voir Eriophyidae.
Aculops lycopersici présente un corps fusiforme, robuste, se rétrécissant fortement vers l'extrémité anale. Son bouclier thoracique, d'une longueur de 44 μm, est triangulaire et présente des côtés sinués et un apex arrondi, ne recouvrant pas complètement le rostre. Le centre du bouclier est lisse et ses côtés sont ornés de deux sillons longitudinaux à l'extrémité près des marges latérales.

## Un ravageur de la tomate

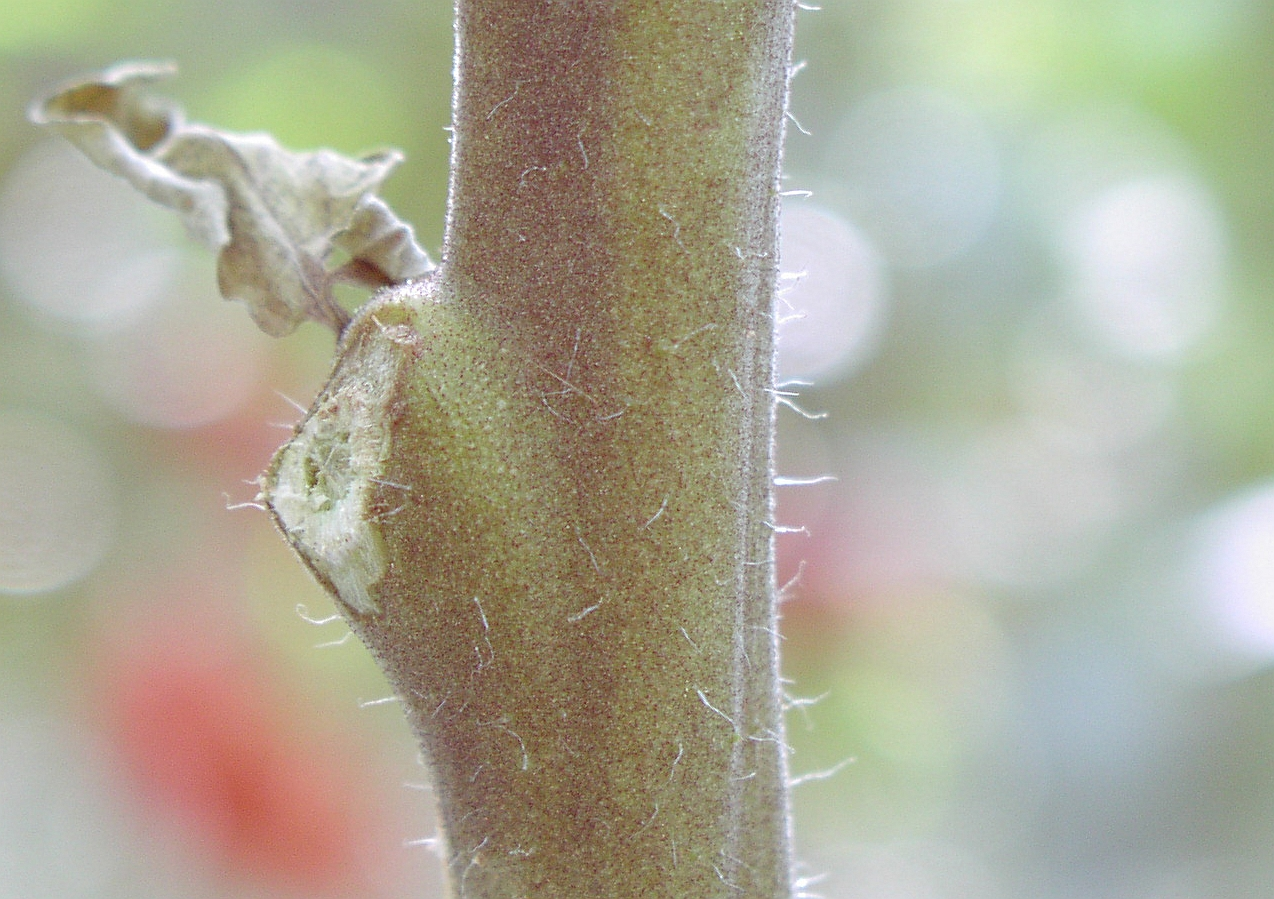
Noircissement d'une tige de tomate causé par Aculops lycopersici.

Sur la tomate, les trichomes glandulaires des feuilles et des tiges protègent les parties vitales de la plante contre de nombreux insectes phytophages comme les tétranyques à deux points, mais ils peuvent également gêner les acariens prédateurs et d'autres ennemis naturels. La petitesse d'Aculops lycopersici lui permet de se réfugier et se nourrir entre ces poils. Il utilise ses stylets d'environ 10 μm de long pour se nourrir des cellules épidermiques des feuilles, mais plus encore des pétioles et des tiges de la tomate. Ainsi protégé et en l'absence de mesures de lutte, cet acarien Eriophyidae devient un ravageur où il provoque l'acariose bronzée de la tomate.
Plusieurs espèces de la famille des Phytoseiidae comme Amblydromalus limonicus sont des prédateurs capables de se nourrir et de se reproduire à partir d'un régime alimentaire composé uniquement d'acariens de la tomate. Cependant, ces prédateurs ne suppriment pas le ravageur et ont besoin de plusieurs générations pour s'adapter à la tomate comme plante hôte et avoir un impact sur le ravageur.